# Catalina Caper
Catalina Caper è un film del 1967 diretto da Lee Sholem.

## Trama
Un'antica pergamena cinese viene rubata da un museo di Los Angeles. Il ladro e un adolescente di nome Don Pringle arrivano sull'isola di Catalina sulla stessa barca. Circa la metà del film coinvolge adolescenti in costume da bagno che ballano sugli yacht in vari montaggi impostati sulle canzoni di Little Richard, Carol Connors e The Cascades. Quando non stanno ballando, Pringle e i suoi amici indagano sul furto della pergamena e scoprono che i responsabili sono i genitori di uno dei ragazzi.

## Produzione
Sia Never Steal Anything Wet e Scuba Party erano titoli pianificati per il film, prima che i produttori decidessero per Catalina Caper.
Il film è stato realizzato dalla Executive Pictures Corporation, che era stata costituita da Bond Blackman e Jack Barlett. Le riprese del film iniziarono nel settembre 1965, sull'isola di Catalina. Tommy Kirk firmò un contratto di quattro film, di cui questo sarebbe stato il primo, ma finì per non fare nessuno degli altri film.
Kirk è apparso in altri quattro film del genere beach party: Village of the Giants (1965), Pigiama party (1964), Il castello delle donne maledette (1966) e It's a Bikini World (1967). Sue Casey è stata vista in precedenza una delle protagoniste femminili in un altro beach party film, The Beach Girls and the Monster del 1965.

## Distribuzione
Il film è stato distribuito nei cinema statunitensi dalla Crown International Pictures il 26 maggio 1967.

## Nella cultura popolare
Catalina Caper è apparsa nel quarto episodio della terza stagione dello show televisivo Mystery Science Theater 3000 (MST3K).